# Ride This Train
Ride This Train ist das achte Studioalbum des US-amerikanischen Country-Sängers Johnny Cash. Es erschien im September 1960 bei Columbia Records und wurde von Don Law produziert. Es handelt sich um Cashs erstes Konzeptalbum.

## Songs
Bereits auf der Plattenhülle wird erwähnt, dass es sich bei Ride This Train nicht um die Sammlung von Liedern über Züge handele, sondern um eine Reise quer durch Amerika in einem Zug. Alle Songs sind durch kleine Einführungen miteinander verbunden. Diese von Cash geschriebene und gesprochene Überleitungen sind mit dem Geräusch eines fahrenden Zugs unterlegt worden. Cash beginnt alle Einführungen mit den Worten: „Ride this train …“, daher auch der Titel des Albums. Cash verwendete diese Einleitung später auch bei Konzerten, wenn er einen Song durch einen gesprochenen Text einleiten wollte (zu hören beispielsweise auf dem Album At Madison Square Garden).
Die meisten der Songs handeln vom schweren Leben der Arbeiter. Loading Coal thematisiert den Ursprung vieler amerikanischen Ortsnamen durch die Indianer und den Abbau von Kohle im Bergwerk, Lumberjack einen Holzfäller, Boss Jack eine Baumwollfarm und einen Sklavenhalter und Old Doc Brown einen armen Landarzt, der vereinsamt stirbt. Bei dem letzten Song handelt es sich um die erste Aufnahme, bei der Cash nicht singt, sondern durchgehend nur spricht. Das sogenannte rhythmische Sprechen setzte Cash später auch bei anderen Songs ein wie A Boy Named Sue, One Piece at a Time oder Drive On (zu finden auf American Recordings), meist gekoppelt mit Gesangseinlagen.
Slow Rider handelt vom Wilden Westen und ist die Adaption des klassischen Cowboysongs I Ride an Old Paint. Going to Memphis ist die Überarbeitung eines Traditionals, das von angeketteten Häftlingen handelt. When Papa Played the Dobro handelt von der Armut, während Dorraine of Ponchartrain eine traurige Geschichte über zwei Liebende ist und deutlich vom klassischen Folk-Stück The Lakes of Ponchartrain beeinflusst wurde.

## Titelliste
1. „Loading Coal“ (Merle Travis) – 4:58
2. „Slow Rider“ (Cash) – 4:12
3. „Lumberjack“ (Leon Payne) – 3:02
4. „Dorraine of Ponchartrain“ (Cash) – 4:47
5. „Going to Memphis“ (Cash, Hollie Dew, Alan Lomax) – 4:26
6. „When Papa Played the Dobro“ (Cash) – 2:55
7. „Boss Jack“ (Tex Ritter) – 3:50
8. „Old Doc Brown“ (Red Foley) – 4:10

### Erweiterte CD-Ausgabe
Das Album wurde im März 2002 auf CD wiederveröffentlicht und enthielt vier zusätzliche Stücke. Alle vier Songs waren im Laufe der Sessions von Ride This Train aufgenommen worden, waren allerdings vermutlich nicht für das Album gedacht gewesen. The Fable of Willie Brown handelt von einem Frauenhelden, während Second Honeymoon eine Ballade über einen Mann ist, der von seiner Frau getrennt lebt und sich an seine Flitterwochen erinnert. 
Ballad of the Harp Weaver ist die Adaption eines 1923 geschriebenen Gedichts von Edna St. Vincent Millay und handelt von Armut und einer mysteriösen Erscheinung. Cash spricht den gesamten Text. Smiling Bill McCall handelt von einem Radio-DJ, der sich das Leben nehmen will, weil er nicht weiß, wie seine Zuhörer reagieren werden, wenn sie herausfinden, wie er wirklich aussieht. Second Honeymoon und Smiling Bill McCall wurden 1960 als Single veröffentlicht.
1. „The Fable of Willie Brown“ (Cash) – 1:57
2. „Second Honeymoon“ (Autry Inman) – 1:57
3. „Ballad of the Harp Weaver“ (Thelma Moore, Edna Millay) – 3:50
4. „Smiling Bill McCall“ (Cash) – 2:06

## Erfolge
Obwohl Ride This Train sich nicht in den Charts platzieren konnte, wurde es mit der Zeit eines der beliebtesten und meistverkauften Alben Cashs.
Einige der Songs erreichten die Singlecharts:
| Jahr | Titel               | Singlecharts | Position |
| ---- | ------------------- | ------------ | -------- |
| 1960 | Smiling Bill McCall | Country      | 13       |
| 1960 | Smiling Bill McCall | Pop          | 110      |
| 1960 | Second Honeymoon    | Country      | 15       |
| 1960 | Second Honeymoon    | Pop          | 79       |